# Synidotea setifer
Synidotea setifer är en kräftdjursart som beskrevs av Barnard 1914. Synidotea setifer ingår i släktet Synidotea och familjen tånglöss. Inga underarter finns listade i Catalogue of Life.